# Мерфи, Райан
Ра́йан Па́трик Мёрфи (англ. Ryan Patrick Murphy; род. 9 ноября 1965) — американский сценарист, режиссёр и продюсер. Известен как создатель сериалов «Части тела» (2003—10), «Хор» (2009—15), «Американская история ужасов» (2011 — н. в.), «Американская история преступлений» (2016 — н. в.) и «Вражда» (2017 — н. в.) и медиафраншизы «Американская история».

## Ранние годы
Райан Мерфи родился 9 ноября 1965 года и вырос в Индианаполисе, штат Индиана. Он окончил Университет Индианы в Блумингтоне, во время учёбы в котором работал в студенческой газете и пел в хоре.

## Карьера
Мерфи начал карьеру в качестве журналиста изданий «The Miami Herald», «Los Angeles Times», «New York Daily News» и «Entertainment Weekly».
В конце 1990-х годов Райан Мерфи занялся написанием сценариев для телевидения и продюсированием своих шоу. Первым его заметным проектом стал сериал «Лучшие», выходивший на канале WB с 1999 по 2001 год. Больший успех имела драма о жизни пластических хирургов «Части тела» (2003-2010), удостоенная «Золотого глобуса». В мае 2009 на канале Fox состоялась премьера нового проекта Мерфи: «Хор» быстро завоевал внимание критиков и зрителей, и получил «Золотой глобус» в номинации «Лучший комедийный или музыкальный сериал» и «People’s Choice Award» как «Лучшая новая комедия на ТВ». Сам Мерфи был удостоен премии «Эмми» в категории «Лучшая режиссёрская работа в комедийном сериале». В 2011 в дополнение к сериалу появилось реалити-шоу «The Glee Project».
С 2011 года на канале FX выходит многосерийный триллер Мерфи «Американская история ужасов», а в 2012 началась работа над ситкомом «Новая норма» для NBC.
Мерфи также работает и в полнометражном кино. Он снял фильмы «На острой грани» (2006), «Ешь, молись, люби» (2010) и «Выпускной» (2020).
В 2018 году подписал договор с Netflix на сумму 300 млн долл., по которому сохранил возможность продолжать сторонние проекты. В портфолио со стриминговым сервисом были как неудачи («Политик» и «Голливуд»), так и хиты («Монстр: История Джеффри Дамера» и «Наблюдатель»). В июне 2023 года ряд СМИ сообщили о переговорах по заключению нового контракта с Disney, что формально воссоединяло Мерфи с прежними партнёрами на телевидении (компания владеет транслирующими созданные творцом сериалы «Американская история ужасов» и «9-1-1» телесетями FX и ABC)

## Личная жизнь
Мерфи — гей. С июля 2012 года он состоит в браке с фотографом Дэвидом Миллером. У них есть трое сыновей — Логан Финиас Миллер Мерфи (род. 24.12.2012), Форд Теодор Миллер Мерфи (род. 03.10.2014) и Гриффин Салливан Миллер Мерфи (род. 18.08.2020).

## Фильмография
| Год          |     | Русское название                           | Оригинальное название                      | Роль                                         |
| ------------ | --- | ------------------------------------------ | ------------------------------------------ | -------------------------------------------- |
| 1999         | ф   | Фурии                                      | The Furies                                 | сценарист                                    |
| 1999—2001    | с   | Лучшие                                     | Popular                                    | режиссёр, сценарист, исполнительный продюсер |
| 2002         | тф  |                                            | St. Sass                                   | сценарист, исполнительный продюсер           |
| 2003—2010    | с   | Части тела                                 | Nip/Tuck                                   | режиссёр, сценарист, исполнительный продюсер |
| 2006         | ф   | На острой грани                            | Running with Scissors                      | режиссёр, сценарист, продюсер                |
| 2008         | с   | Красавчик/милашка                          | Pretty/Handsome                            | режиссёр, сценарист, исполнительный продюсер |
| 2009         | тф  | Хор: Режиссёрская версия пилотного эпизода | Glee: Director's Cut Pilot Episode         | режиссёр, сценарист, исполнительный продюсер |
| 2009—2015    | с   | Хор                                        | Glee                                       | режиссёр, сценарист, исполнительный продюсер |
| 2010         | ф   | Ешь, молись, люби                          | Eat, Pray, Love                            | режиссёр, сценарист                          |
| 2011         | док | Хор: Живой концерт в 3D                    | Glee: The 3D Concert Movie                 | сценарист, продюсер                          |
| 2011—2012    | с   | The Glee Project                           | The Glee Project                           | исполнительный продюсер                      |
| 2011         | в   | Один день из жизни Бриттани                | Day in the Life of Brittany                | сценарист                                    |
| 2011 — н. в. | с   | Американская история ужасов                | American Horror Story                      | режиссёр, сценарист, исполнительный продюсер |
| 2012—2013    | с   | Новая норма                                | The New Normal                             | режиссёр, сценарист, исполнительный продюсер |
| 2013         | с   | Идеальный обман                            | Mentiras Perfectas                         | сценарист                                    |
| 2014         | тф  | Обыкновенное сердце                        | The Normal Heart                           | режиссёр, сценарист, исполнительный продюсер |
| 2014         | ф   | Город, который боялся заката               | The Town That Dreaded Sundown              | продюсер                                     |
| 2014         | док | Хор живьём! Концертный зал Radio City      | Glee Live! at Radio City Music Hall        | продюсер                                     |
| 2015—2016    | с   | Королевы крика                             | Scream Queens                              | режиссёр, сценарист, исполнительный продюсер |
| 2016 — н. в. | с   | Американская история преступлений          | American Crime Story                       | режиссёр, исполнительный продюсер            |
| 2017 — н. в. | с   | Вражда                                     | Feud                                       | режиссёр, сценарист, исполнительный продюсер |
| 2018 — н. в. | с   | 9-1-1                                      | 9-1-1                                      | режиссёр, сценарист, исполнительный продюсер |
| 2018—2021    | с   | Поза                                       | Pose                                       | режиссёр, сценарист, исполнительный продюсер |
| 2019—2020    | с   | Политик                                    | The Politician                             | режиссёр, сценарист, исполнительный продюсер |
| 2019         | док | Книжный цирк                               | Circus of Books                            | продюсер                                     |
| 2020         | док | Тайная любовь                              | A Secret Love                              | продюсер                                     |
| 2020 — н. в. | с   | 9-1-1: Одинокая звезда                     | 9-1-1: Lone Star                           | сценарист, исполнительный продюсер           |
| 2020         | с   | Голливуд                                   | Hollywood                                  | режиссёр, сценарист, исполнительный продюсер |
| 2020         | с   | Рэтчед                                     | Ratched                                    | режиссёр, сценарист, исполнительный продюсер |
| 2020         | ф   | Парни в группе                             | The Boys in the Band                       | продюсер                                     |
| 2020         | ф   | Выпускной                                  | Prom                                       | режиссёр, продюсер                           |
| 2021         | с   | Холстон                                    | Halston                                    | сценарист, исполнительный продюсер           |
| 2021         | док | Молиться                                   | Pray Away                                  | исполнительный продюсер                      |
| 2021 — н. в. | с   | Американские истории ужасов                | American Horror Stories                    | сценарист, исполнительный продюсер           |
| 2022         | док | Дневники Энди Уорхола                      | The Andy Warhol Diaries                    | продюсер                                     |
| 2022         | с   | Монстр: История Джеффри Дамера             | Monster: The Jeffrey Dahmer Story          | сценарист, исполнительный продюсер           |
| 2022         | ф   | Телефон мистера Харригана                  | Mr. Harrigan's Phone                       | продюсер                                     |
| 2022         | с   | Наблюдатель                                | The Watcher                                | режиссёр, сценарист, исполнительный продюсер |
| 2024         | с   | Американская история спорта                | American Sports Story                      | исполнительный продюсер                      |
| 2024         | с   | Монстры: История Лайла и Эрика Менендес    | Monsters: The Lyle and Erik Menéndez Story | сценарист, исполнительный продюсер           |
| 2024         | с   | Гротеск                                    | Grotesquerie                               | режиссёр, сценарист, исполнительный продюсер |
| 2024         | с   | Доктор Одиссей                             | Doctor Odyssey                             | исполнительный продюсер                      |